# Championnat d'Europe de billard carambole cadre 47/1
Le championnat d'Europe de Billard carambole au Cadre 47/1 est organisé par la Confédération européenne de billard.

## Règle
Le principe est que l'on trace une ligne à 47 cm de chaque bande ce qui fait neuf cadres (ou six). Aux extrémités de chacune des lignes parallèles, on trace à cheval sur celles-ci des petits carrés additionnels appelés « ancres » de 0,178 m de côté dont un côté se confond avec le bord intérieur d'une bande. Le joueur peut faire un point sans sortir au moins une des deux billes, qui ne sont pas celle du joueur, du cadre ou de l'ancre dans lequel elles se trouvent. Au cadre 47/1, dès qu'elles entrent dans un des cadres ou ancres, elles sont tout de suite « dedans ».

## Palmarès

### Année par année

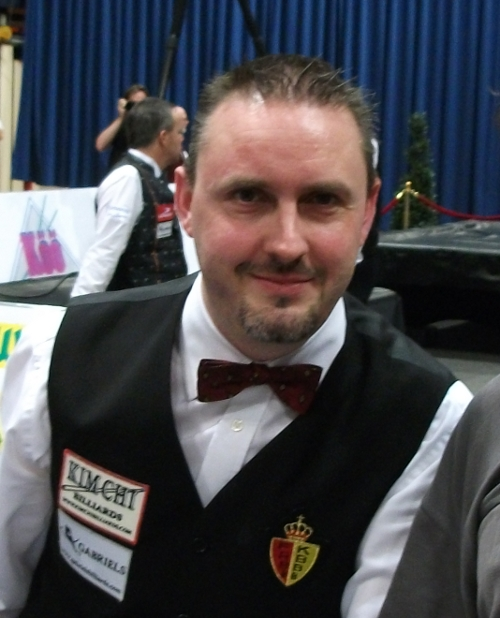
Frédéric Caudron - Recordman d'Europe de la moyenne générale

Liste des champions d'Europe de la CEB au Cadre 47/1. ,
| Année | Ville hôte       | Vainqueur              | Moyenne Générale |
| ----- | ---------------- | ---------------------- | ---------------- |
| 1953  | Metz             | Piet Van De Pol (1)    | 11,92            |
| 1960  | Liège            | Emile Wafflard (1)     | 23,07            |
| 1962  | Nimègue          | Laurent Boulanger (1)  | 17,39            |
| 1963  | Saint-Sébastien  | José Galvez (1)        | 15,8             |
| 1964  | Duren            | Antoine Schrauwen (1)  | 16,26            |
| 1965  | Apeldoorn        | Laurent Boulanger (2)  | 17,66            |
| 1966  | Zwanenburg       | Jean Marty (1)         | 25,64            |
| 1967  | Marcq-en-Barœul  | Jean Marty (2)         | 35,00            |
| 1969  | Maassluis        | Dieter Muller (1)      | 19,26            |
| 1970  | Duisbourg        | Dieter Muller (2)      | 23,86            |
| 1973  | Granollers       | José Galvez (2)        | 22,82            |
| 1974  | Düsseldorf       | Hans Vultink (1)       | 21,21            |
| 1975  | Beverwijk        | Dieter Muller (3)      | 27,20            |
| 1976  | Duisbourg        | Raymond Ceulemans (1)  | 24,63            |
| 1977  | Nancy            | Ludo Dielis (1)        | 41,68            |
| 1978  | Heeswijk-Dinther | Francis Connesson (1)  | 28,35            |
| 1979  | Aix-les-Bains    | Ludo Dielis (2)        | 29,10            |
| 1980  | Terneuzen        | Ludo Dielis (3)        | 38,57            |
| 1981  | Moyeuvre-Grande  | Fonsy Grethen (1)      | 21,42            |
| 1982  | Luzern           | Thomas Wildförster (1) | 33,33            |
| 1984  | Odense           | Marco Zanetti (1)      | 21,54            |
| 1986  | Baden-Baden      | Wolfgang Zenkner (1)   | 33,33            |
| 1990  | Annaparochie     | Fonsy Grethen (2)      | 21,81            |
| 1991  | Ypres            | Peter de Backer (1)    | 17,89            |
| 1992  | Mondorff         | Stephan Horvath (1)    | 18,82            |
| 1993  | Mondorff         | Fabian Blondeel (1)    | 24,30            |
| 1994  | Vienne           | Peter de Backer (2)    | 29,13            |
| 1996  | Paris            | Martin Horn (1)        | 26,17            |
| 2004  | Hoeselt          | Frédéric Caudron (1)   | 56,82            |

## Records

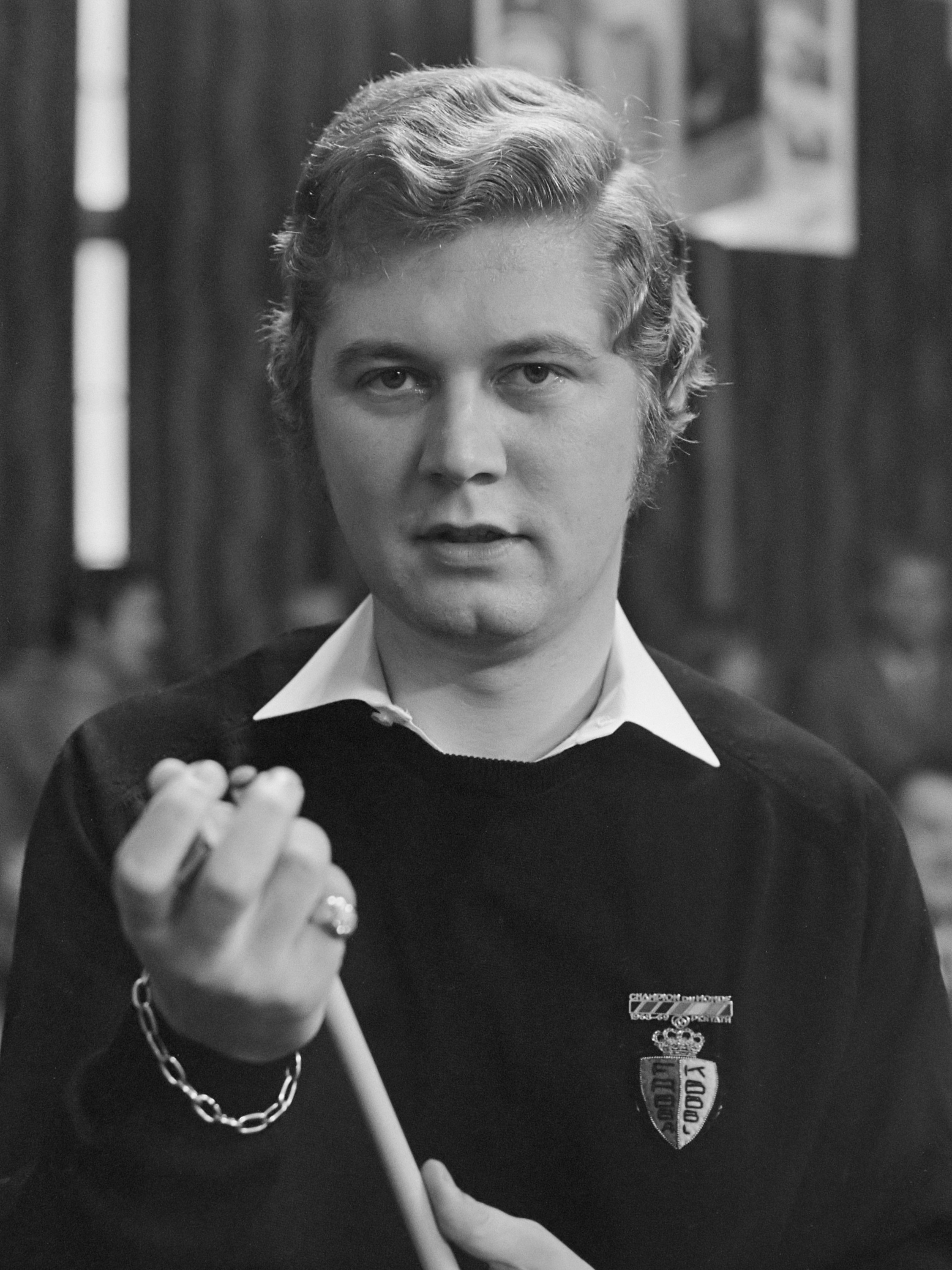
Ludo Dielis - Co-recordman du nombre de victoires au Cadre 47/1

### Record de Moyenne Générale
| Joueur           | Année | Moyenne Générale |
| ---------------- | ----- | ---------------- |
| Frédéric Caudron | 2004  | 56,82            |

### Record de victoire

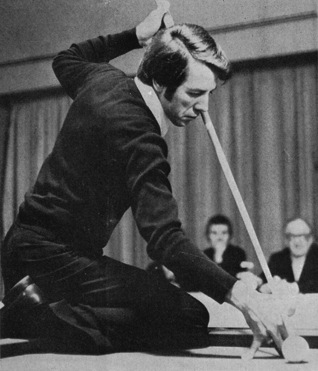
Dieter Muller - Co-recordman du nombre de victoires au Cadre 47/1

| Joueur             | Nombre de victoires |
| ------------------ | ------------------- |
| Ludo Dielis        | 3                   |
| Dieter Muller      | 3                   |
| Jean Marty         | 2                   |
| Laurent Boulanger  | 2                   |
| Peter de Backer    | 2                   |
| Fonsy Grethen      | 2                   |
| José Galvez        | 2                   |
| Frédéric Caudron   | 1                   |
| Martin Horn        | 1                   |
| Stephan Horvath    | 1                   |
| Fabian Blondeel    | 1                   |
| Thomas Wildförster | 1                   |
| Marco Zanetti      | 1                   |
| Wolfgang Zenkner   | 1                   |
| Francis Connesson  | 1                   |
| Raymond Ceulemans  | 1                   |
| Hans Vultink       | 1                   |
| Antoine Schrauwen  | 1                   |
| Piet Van De Pol    | 1                   |
| Emile Wafflard     | 1                   |

### Record de victoire par nationalité
| Pays       | Nombre de victoires |
| ---------- | ------------------- |
| Belgique   | 11                  |
| Allemagne  | 7                   |
| France     | 3                   |
| Pays-Bas   | 2                   |
| Espagne    | 2                   |
| Luxembourg | 2                   |
| Italie     | 1                   |
| Autriche   | 1                   |